# Phan Minh Tánh
Phan Minh Tánh (1929) là nhà cách mạng Việt Nam, nguyên Ủy viên Ban Chấp hành TW Đảng Cộng Sản Việt Nam, Trưởng ban Dân vận Trung ương.
Ông có tên tự là Chín Đào, quê quán: huyện Thới Bình, tỉnh Cà Mau.
Chiều 20-8-2022, ông Nguyễn Văn Nên - bí thư Thành ủy TP.HCM trao huy hiệu 75 năm tuổi Đảng cho ông Phan Minh Tánh  - nguyên ủy viên Trung ương Đảng, nguyên trưởng Ban Dân vận Trung ương. 

## Quá trình hoạt động
Ông từng tham gia công tác đoàn thanh niên, giữ các chức vụ: Bí thư TW Đoàn khóa III, Bí thư thứ nhất Ban Chấp hành Trung ương Đoàn nhân dân cách mạng miền Nam Việt Nam ,
Năm 1975 ông là Thành viên Ủy ban quân quản TP Sài gòn Gia Định  (1975 - 1976), Ủy viên Ban Thường vụ Thành ủy, Giám đốc Sở Nông nghiệp , Phó chủ tịch UBND TP HCM, Trưởng ban Dân vận TP Hồ Chí Minh, Phó bí thư Thành ủy TP Hồ Chí Minh (1980 - 1986) , Trưởng Ban Dân vận Trung ương (1987 – 1996), Ủy viên Ủy ban thường vụ Quốc hội (1992 – 1996) .
Ông là Ủy viên Ban Chấp hành Trung ương Đảng Cộng sản Việt Nam khóa VI (1986), khóa VII (1991).